# Nybro landsfiskalsdistrikt
Nybro landsfiskalsdistrikt var 1918–1964 ett landsfiskalsdistrikt i Kalmar län, bildat när Sveriges indelning i landsfiskalsdistrikt trädde i kraft den 1 januari 1918, enligt beslut den 7 september 1917. Den 1 januari 1965 avskaffades i Sverige samtliga landsfiskaler och landsfiskalsdistrikt, och deras arbetsuppgifter delades upp på de nyskapade indelningarna polisdistrikt, åklagardistrikt och kronofogdedistrikt.
Landsfiskalsdistriktet låg under länsstyrelsen i Kalmar län.

## Ingående områden
Den 1 januari 1932 ombildades Nybro köping till Nybro stad. 1 januari 1948 förenades Nybro stad med distriktet även i polis- och åklagarhänseende, och tillhörde då i alla avseenden landsfiskalsdistriktet, samtidigt som stadens stadsfiskalstjänst upphörde. När Sveriges nya indelning i landsfiskalsdistrikt trädde i kraft den 1 januari 1952 (enligt kungörelsen 1 juni 1951) ändrades distriktets omfattning.

### Från 1918
Södra Möre härad:
- Madesjö landskommun
- Nybro köping
- Örsjö landskommun

### Från 1932
- Nybro stad

Södra Möre härad:
- Madesjö landskommun
- Örsjö landskommun

### Från 1 oktober 1941
- Nybro stad (endast i utsökningshänseende; staden skötte polis- och åklagarväsendet själv)[5]

Södra Möre härad:
- Madesjö landskommun
- Örsjö landskommun

### Från 1948
- Nybro stad

Södra Möre härad:
- Madesjö landskommun
- Örsjö landskommun

### Från 1 januari 1952
- Emmaboda köping
- Madesjö landskommun
- Nybro stad
- Vissefjärda landskommun